# 新川明
新川 明（あらかわ あきら、1931年 - ）は、沖縄研究家、思想家、詩人、ジャーナリスト。
沖縄県出身。『新沖縄文学』編集長として、社会主義の立場から反復帰論・琉球独立論を提唱している。

## 経歴
琉球大学文理学部国文科中退、沖縄タイムスに入社。同社八重山支局長、『沖縄大百科事典』刊行事務局長を経て、取締役編集局長、社長、会長を歴任。1978年『新南島風土記』で毎日出版文化賞受賞。琉球民族独立総合研究学会の発起人の一人である。

## 著書
単著
- 新川明『反国家の兇区』現代評論社、1971年。国立国会図書館書誌ID:000001214500。
  - 新川明『反国家の兇区 : 沖縄・自立への視点』現代評論社、1996年9月。国立国会図書館書誌ID:000002541367。
- 新川明『異族と天皇の国家 : 沖縄民衆史への試み』二月社、1973年。国立国会図書館書誌ID:000001216263。
- 新川明『新南島風土記』大和書房、1978年6月。国立国会図書館書誌ID:000001832270。
  - のち朝日文庫、岩波現代文庫
- 新川明『沖縄・統合と反逆』筑摩書房、2000年6月。ISBN 978-4480857644。
- 新川明『琉球処分以後 上』朝日新聞社、1981年2月。国立国会図書館書誌ID:000001492307。
- 新川明『琉球処分以後 下』朝日新聞社、1981年3月。国立国会図書館書誌ID:000001494940。

共著
- 大田昌秀、新川明、稲嶺惠一、新崎盛暉『沖縄の自立と日本 : 「復帰」40年の問いかけ』岩波書店、2013年8月。ISBN 978-4000259095。
- 詩：新川明、画：儀間比呂志『日本が見える : 詩画集』築地書館、1983年10月。国立国会図書館書誌ID:000001666728。
- 新川明、真南風の会『清ら布―沖縄の風を織る光を染める』日本放送出版協会、2002年8月。ISBN 978-4140092989。
- 文：新川明、絵：儀間比呂志『南風よ吹け : オヤケ・アカハチ物語』琉球新報社、2003年9月。ISBN 978-4897420547。
- 文：新川明、版画：儀間比呂志『りゅう子の白い旗―沖縄いくさものがたり』築地書館、1985年8月。国立国会図書館書誌ID:000001814998。